# Blaudeix
Blaudeix è un comune delegato e frazione del comune di Parsac, situato nel dipartimento della Creuse nella regione della Nuova Aquitania. In precedenza comune autonomo, il 1º gennaio 2025 è confliuito insieme all'ex comune di Parsac-Rimondeix nel nuovo comune di Parsac.

## Società

### Evoluzione demografica
Abitanti censiti